# Beatriz Leyton
Beatriz Leyton Covacic (Punta Arenas, 10 de agosto de 1950) es una grabadora, artista visual y catedrática chilena que ha incursionado en el arte contemporáneo y la experimentación, y que de acuerdo al crítico de arte Waldemar Sommer puede adscribirse al movimiento de la nueva figuración en la plástica chilena.

## Vida y obra
Inició sus estudios de arte en la Universidad de Chile, que continuó con una licenciatura en la misma disciplina dentro de la Pontificia Universidad Católica de Chile. Fue parte del Taller 99 de Nemesio Antúnez, instancia en la que fue partícipe durante el período de refundación (1985-1989) y el período de Melchor Concha a partir de la década de 1990.
En su trabajo «desarrolla las técnicas de grabado en madera y técnicas experimentales, abordando temas que ofrecen una mirada contemporánea, crítica y nostálgica, sobre la cotidianidad y la vida urbana. Ha destacado por sus innovaciones en los procedimientos que aplica a la xilografía, como resultado de una constante búsqueda en el deseo de superar los límites que condicionan el grabado y que se ajustan a su afán por la síntesis formal».
Exposiciones y distinciones
Ha participado en varias exposiciones individuales y colectivas durante su carrera, entre ellas la V Trienal Mundial de Grabado Pequeño Formato en Chamalières (2000), IV Bienal de Gráfica latinoamericana en el Museo de la Universidad Nacional de Tucumán (2007), las muestras Grabados en el Museo de Arte Contemporáneo de Santiago (1995), Mujeres en el Arte (1991), Ritos (2001), Family Life (2007) y 50 Años Taller 99 (2006) en el Museo Nacional de Bellas Artes de Chile, Piel en el Museo de Arte Contemporáneo de Valdivia (2006) y Chilean Art Crossing Borders en el Palacio Milesi de Split en Croacia y en el Museo Nacional de Arte de Rumania (2006), entre otras exposiciones en Chile, Europa y América Latina.
El año 2013 recibió una nominación al Premio Altazor de las Artes Nacionales en la categoría grabado y dibujo por Family Life, serie 2, Oxímoron.